# 夢は牛のお医者さん
『夢は牛のお医者さん』（ゆめはうしのおいしゃさん）（英題：A Little Girl's Dream）は、2014年制作の日本のドキュメンタリー映画である。

## 概要
テレビ新潟が、牛のお医者さんになりたいという夢を持った少女・高橋知美（結婚後・丸山知美）に26年間密着取材したドキュメンタリー映画。日本テレビ系列「ズームイン!!朝!」「NNNドキュメント」の全国放送で大きな反響を得た番組の映画化である。
文部科学省選定作品。農林水産省・日本獣医師会・新潟県獣医師会・日本映画ペンクラブ推薦作品。

## あらすじ
過疎の町である新潟県東頸城郡松代町（現十日町市）莇平地区の小学校（現在は廃校）では、1987年に仔牛3頭を借りて児童たちで育て卒業させるという授業を始めた。その児童のひとり、高橋知美は牛の世話をする過程で獣医を志すようになり、下宿して遠方の新潟県立高田高等学校に進学。岩手大学農学部獣医学科を卒業し、上越市家畜診療所に勤務を始めた。

## スタッフ
- 監督：時田美昭
- プロデューサー：坂上明和
- アシスタントプロデューサー：吉田和祉
- 編集：金子哲也
- 音響効果：渡辺真衣
- テーマ音楽：本宮宏美
- ナレーション：横山由依（AKB48）
- 製作著作：TeNYテレビ新潟

## 主題歌
- 「卒業写真」作詞・作曲：荒井由実／編曲：寺尾敬博／歌：Uru

## 受賞歴
- 地方の時代映像祭2014 放送局部門「推奨」受賞
- 2014年キネマ旬報ベスト・テン 文化映画部門3位、
- 2014年度日本映画ペンクラブ賞 文化映画部門1位
- 2014年新潟日報映画ベストテン 日本映画第2位
- 平成27年度児童福祉文化賞 推薦作品
- 第24回日本映画批評家大賞 ドキュメンタリー賞
- 第52回ギャラクシー賞 報道活動部門 推励賞
- 2015年日本民間放送連盟賞 放送と公共部門優秀賞
- 2016年サンディエゴ国際子ども映画祭 最優秀ドキュメンタリー賞

## 書籍
- 小学館ジュニア文庫

『夢は牛のお医者さん よろこびもかなしみも夢になる。』（著：赤羽じゅんこ著、絵：宮尾和孝）
- 絵本

『夢は牛のお医者さん』（小学館、作：時田美昭、絵：江頭路子）